# I Viaggi del Ventaglio
I Viaggi del Ventaglio Spa è stata una società italiana che operava nel campo delle vacanze organizzate, fondata a Milano nel 1976.
Il Gruppo Viaggi del Ventaglio Spa per anni risultava essere il secondo tour operator italiano e primo per offerta di villaggi turistici con la proprietà di 70 villaggi nel mondo.

## Storia
Fondato a Milano il 1º marzo 1976, dall'imprenditore Bruno Colombo, inizialmente come tour operator di nicchia culturale e naturalistico, dal 1979 utilizzava come marchio figurativo il "bollino rosso arancione" già utilizzato dal 1976 al 1978 dal Centro Viaggi Ventaglio Spa di proprietà dello stesso Colombo.
Nel 1987 incominciò la sua vera espansione che culminerà con l'acquisto negli anni successivi di Lauda Air, Caleidoscopio nel 1996, Columbus nel 2000, Utat Viaggi nel 2001 e Best Tour nel 2003. Propose inoltre per prima in Italia pacchetti all-inclusive
Dal 31 maggio 2001 al settembre del 2011 la società venne quotata alla Borsa di Milano, anche se dal 15 settembre 2009 le azioni furono sospese.
Il 13 gennaio 2003 I Viaggi del Ventaglio fonda, grazie a una joint venture con Lauda Air (compagnia aerea fondata nel 1991), la sua compagnia aerea interamente di proprietà del tour operator, la Livingston Energy Flight che diventa operativa il 9 maggio dello stesso anno operando inizialmente con un solo Airbus A320-232 EI-ERH costruito nel 1997. Entrambe le compagnie facevano parte del Livingston Aviation Group, una holding di proprietà del tour operator.
Nel febbraio 2009 Livingston venne ceduta dal Gruppo Ventaglio a 4 Fly spa, un nuovo soggetto sulla scena del trasporto aereo italiano, che nei mesi successivi si fuse con Livingston e venne acquisito da FG Holding di proprietà di Massimo Ferrero.
La società veniva considerata "traballante" e sconsigliata dall'Associazione per i diritti degli utenti e consumatori (ADUC) il 15 settembre 2009 dopo la sospensione delle negoziazioni, a tempo indeterminato, alla Borsa di Milano e con perdite nei primi nove mesi dell'anno stimate in 26,8 milioni di euro.
Il 18 marzo 2010 il fondatore e presidente Bruno Colombo lascia le redini del tour operator che viene affidato al liquidatore Franco Tatò.
Il Gruppo ebbe gravi difficoltà anche a causa di derivati finanziari stipulati con UniCredit e Banca Intesa, una problematica che interessò numerose aziende italiane oltre a vari comuni e regioni. Tali operazioni generarono forti squilibri finanziari e, ad oggi, sono ancora pendenti due cause presso il Tribunale di Milano. Proprio il 16 luglio 2010, lo stesso Tribunale dichiarò il fallimento del tour operator, a seguito di un buco di 200 milioni di euro e perdite cumulate superiori ai 100 milioni, con il patrimonio netto completamente azzerato e un deficit di 50 milioni, anche se forse l'evento poteva essere evitato. I dipendenti il giorno del fallimento erano circa 400 per il solo tour operator, che per la maggior parte non ricevevano più lo stipendio o erano in cassa integrazione.
L'8 ottobre 2010 l'Enac dispose la sospensione della Licenza di Trasporto Aereo alla Livingston Energy Flight a partire dalle ore 24 del 14 ottobre 2010 a seguito dell'impossibilità espressamente dichiarata dal vettore di proseguire l'attività..
Il Tribunale di Busto Arsizio, con la sentenza del 3 novembre 2010 dichiarò lo stato di insolvenza della società Livingston Energy Flight S.p.A. attivando la procedura di amministrazione straordinaria, che venne ufficialmente sciolta il 13 ottobre 2011.
L'8 ottobre 2013 il tour operator della famiglia Orh Columbus già parte del gruppo I Viaggi del Ventaglio sospende l'attività.
Il 20 giugno 2014 sono stati venduti i marchi de I Viaggi del Ventaglio al tour operator bergamasco Turisberg  di Bruno Colombo al prezzo di 250.000 euro (la base d'asta era 120.000 euro), omonimo del fondatore de I Viaggi del Ventaglio.

## Fatturato
Fatturato delle società controllate dal Gruppo I Viaggi del Ventaglio Spa al 31 ottobre 2003:
- Caleidoscopio: 25 milioni di Euro
- Columbus: 198,744 milioni di Euro
- Utat: 25 milioni di Euro